# Luisa von Guzmán

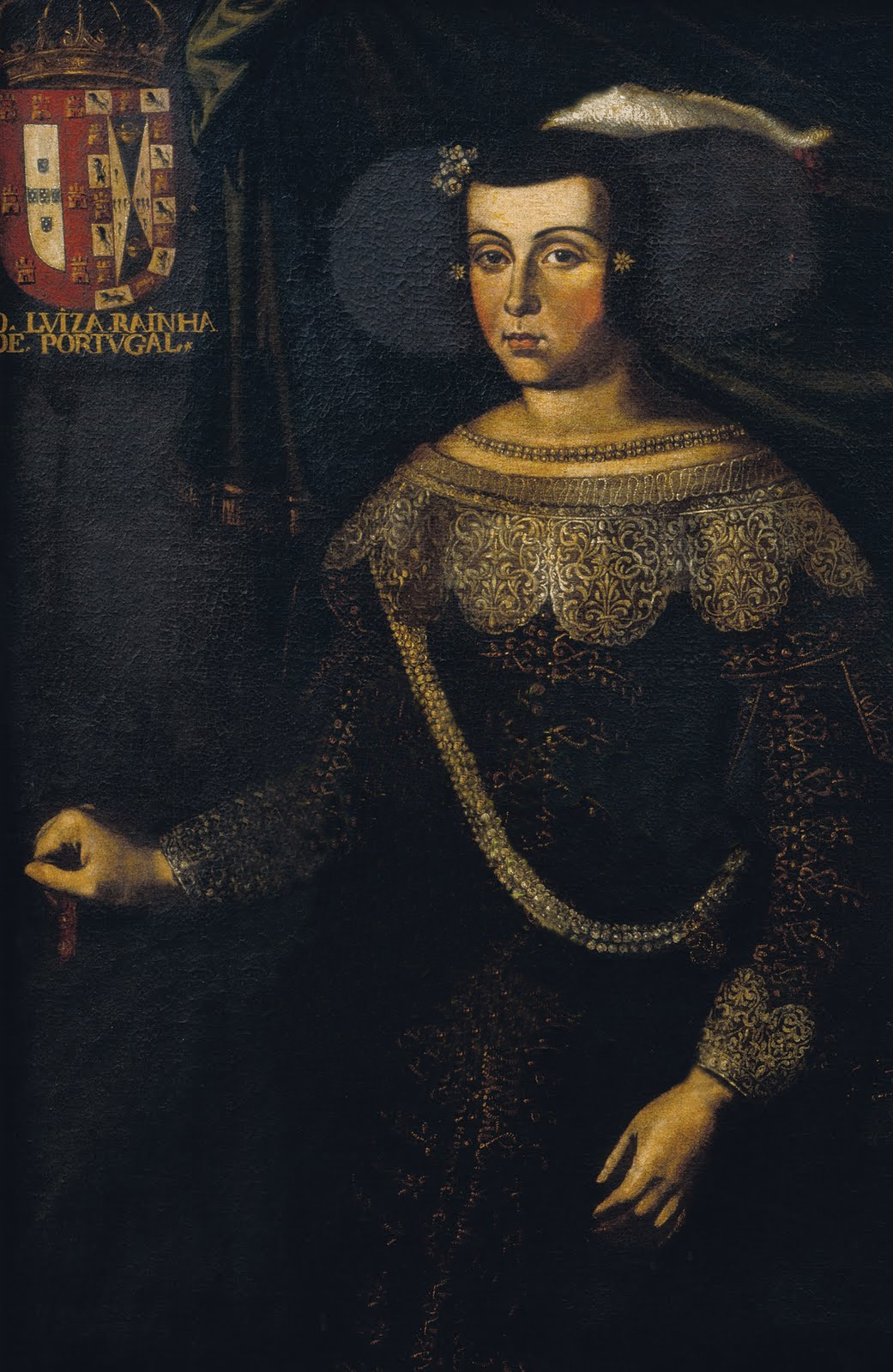
Königin Luisa

Luisa von Gusmão (auf Spanisch: Luisa de Guzmán) (* 1613 in Sanlúcar de Barrameda; † 6. November 1666 in Lissabon) war eine spanische Adlige und ab 1640 bis 1656 Königin von Portugal (als Ehefrau, nicht als Herrscherin eigenen Rechts).
Sie wurde als Tochter des spanischen Adligen Johann Manuel Pérez de Guzmán, achter Herzog von Medina Sidonia, und Johana Lourença Gómez de Sandoval y la Cerda geboren. 1633 heiratete sie Johann II., den achten Herzog von Braganza. Dieser bestieg 1640, nachdem ein Aufstand die spanische Herrschaft in Portugal beendet hatte (siehe Philipp III. von Portugal, Personalunion Portugals mit Spanien) den portugiesischen Thron, Luisa wurde so Königin von Portugal.
Sie war Mutter von sieben Kindern, darunter die portugiesischen Könige Alfons VI. und Peter II. und Katharina Henrietta, Königin von England (die Ehefrau Karls II.)